# Krzysztof Pyskaty
Krzysztof Pyskaty (ur. 18 stycznia 1974 w Dębicy) – polski piłkarz, grający na pozycji bramkarza.
Krzysztof Pyskaty jest wychowankiem Podkarpacia Pustynia. W Ekstraklasie zadebiutował mając 18 lat, w 1992, kiedy był zawodnikiem Igloopolu Dębica. Kolejne występy w najwyższej polskiej klasie rozgrywkowej zaliczył dopiero osiem lat później. W sezonach 2000/2001 i 2001/2002 był podstawowym bramkarzem Śląska Wrocław i rozegrał w nim 41 meczów.
W rundzie jesiennej sezonu 2004/2005 Pyskaty rozegrał w barwach Radomiaka Radom siedem meczów w drugiej lidze, po czym przeszedł do występującego w Beta Ethniki Levadiakosu, w którym zaliczył jedno ligowe spotkanie. Jego drużyna zajęła drugie miejsce w tabeli i wywalczyła awans do Super League Ellada, jednak on z powodu braku miejsca w podstawowym składzie powrócił do Polski i został zawodnikiem Igloopolu.
Latem 2006 roku Pyskaty odszedł z Igloopolu i podpisał kontrakt z Kolejarzem Stróże. W nowym zespole występował przez dwa lata i walczył z nim o awans na zaplecze Ekstraklasy. Przed sezonem 2008/2009 związał się umową z Rakowem Częstochowa, gdzie był podstawowym zawodnikiem. W 2009 przeszedł do beniaminka I ligi – Pogoni Szczecin, w której rozegrał 10 ligowych meczów.